# Operace Uran
Operace Uran byla vojenská operace Rudé armády za druhé světové války, která proběhla na východní frontě v oblasti Stalingradu.
Operace byla naplánována v září 1942 Georgijem Konstantinovičem Žukovem, Alexandrem Vasilevským a Stalinem.
Šlo o závěrečnou fázi bitvy u Stalingradu. Zahájena byla dne 19. listopadu 1942 útoky Jihozápadního a Donského frontu severně od Stalingradu na slabé postavení 3. rumunské armády. Hlavním účelem operace bylo osvobodit město a obklíčit silné německé vojenské uskupení ve Stalingradu. Maximální součinnost všech tři frontů (Jihozápadního, Stalingradského a Donského) během této mohutné vojenské operace zajišťovali z titulu své funkce zástupci Hlavního stanu vrchního velení Georgij Konstantinovič Žukov a Alexandr Vasilevskij. O den později se k útoku připojily i jednotky Stalingradského frontu jižně od města, které zaútočily na další rumunský úsek fronty (4. rumunský armádní sbor).

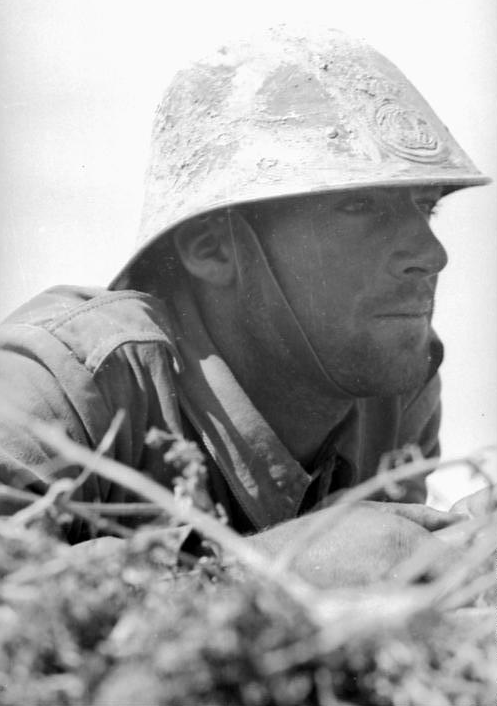
Rumunský voják s přilbou M1939

23. listopadu se jednotky postupující oběma směry setkaly u města Kalač na Donu, následkem čehož německá 6. armáda zůstala obklíčena ve Stalingradu, což vedlo k její pozdější likvidaci a posléze i k její kapitulaci. Záchranná operace wehrmachtu, která měla vysvobodit obklíčená vojska 6. armády dostala název Operace Zimní bouře, sovětská likvidace vojsk obklíčené německé 6. armády pak nesla krycí název Operace Prsten.
Ve stalingradském obkličovacím kotli zůstalo přibližně 250 tisíc německých vojáků, které kromě útoků Rudé armády z vnějšku obkličovacího kotle velmi trápilo i nedostatečné letecké zásobování (podařilo se letecky přepravit pouze 94 tun materiálu namísto 500 tun požadovaných denně) a třeskutá ruská zima. Vojáci umírali hladem, vyčerpáním a v důsledků nemocí, zejména úplavice. Operace Zimní bouře, kterou se snažil wehrmacht vyprostit obklíčená vojska, byla Rudou armádou odražena.

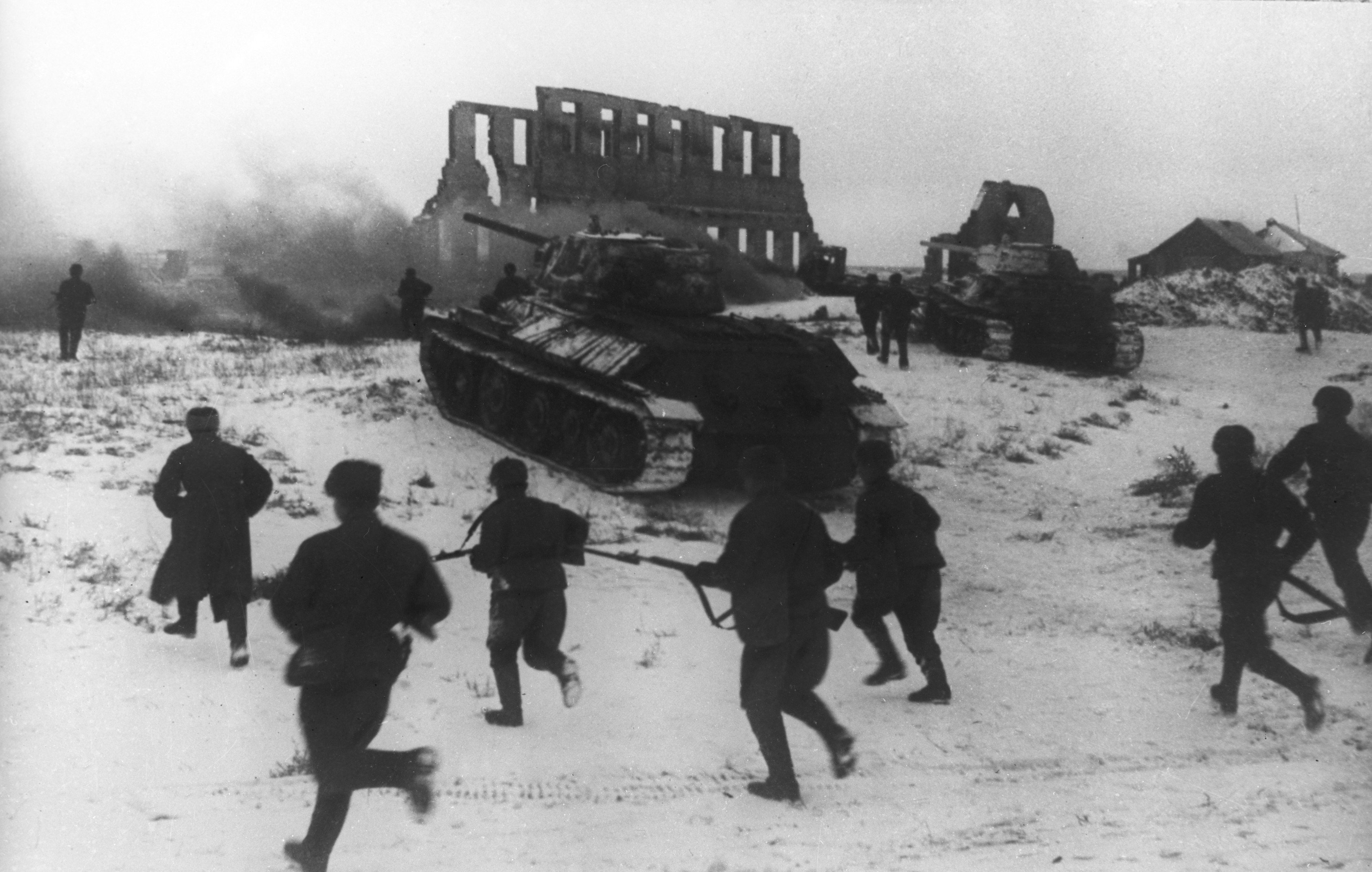
Sovětská pěchota útočící s podporou tanků T-34 u města Kalač

Sovětská vojska kotel postupně zmenšovala, obklíčenou německou 6. armádu zatlačila až do stalingradských trosek, obkličovací kotel nakonec rozdělila na dvě části (jižní a severní), jižní část kotle se vzdala 31. ledna 1943, severní o dva dny později 2. února 1943. Do sovětského zajetí padlo přibližně 91 tisíc vojáků, z nichž byla většina ve velice zuboženém stavu. Pouze pět tisíc se po 2. světové válce vrátilo zpět domů do Německa.